# Metampicillin
Metampicillin (INN) là một loại kháng sinh penicillin. Nó được điều chế bằng phản ứng của ampicillin với formaldehyd và được thủy phân trong dung dịch nước với sự hình thành của ampicillin. Quá trình thủy phân diễn ra nhanh chóng trong điều kiện axit, ví dụ, trong dạ dày, ít nhanh hơn trong môi trường trung tính và không đầy đủ trong các giải pháp như huyết thanh người.